# Liste der Kulturdenkmäler in Hamburg-Eimsbüttel
Die Liste der Kulturdenkmäler in Hamburg-Eimsbüttel musste wegen ihrer Größe aufgespalten werden:
- Die Liste der Kulturdenkmäler in Hamburg-Eimsbüttel (West) enthält die Kulturdenkmäler in den Ortsteilen 301–305
- Die Liste der Kulturdenkmäler in Hamburg-Eimsbüttel (Ost) enthält die Kulturdenkmäler in den Ortsteilen 306–310